# Rupelmonde
Rupelmonde ist seit dem 1. Januar 2025 Teil der Gemeinde Beveren-Kruibeke-Zwijndrecht, davor gehörte der Ort seit 1977 zur Gemeinde Kruibeke in Flandern (Provinz Ostflandern), Belgien. Der Ort liegt am linken Schelde-Ufer, gegenüber der Mündung des Flusses Rupel, im Waasland (Land van Waas) und im Naturpark Scheldeland, südwestlich von Antwerpen. Rupelmonde zählt 2.878 Einwohner (1. Januar 2004).

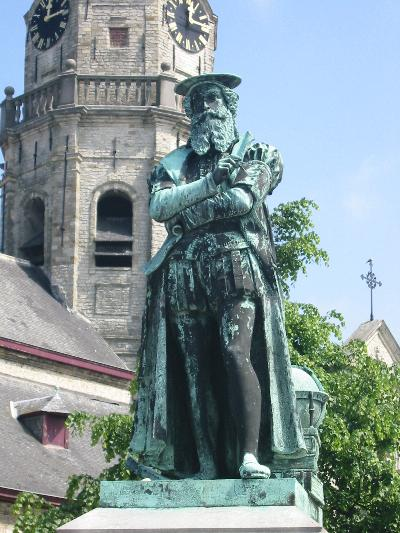
Mercator-Denkmal auf dem Kirchplatz Rupelmondes

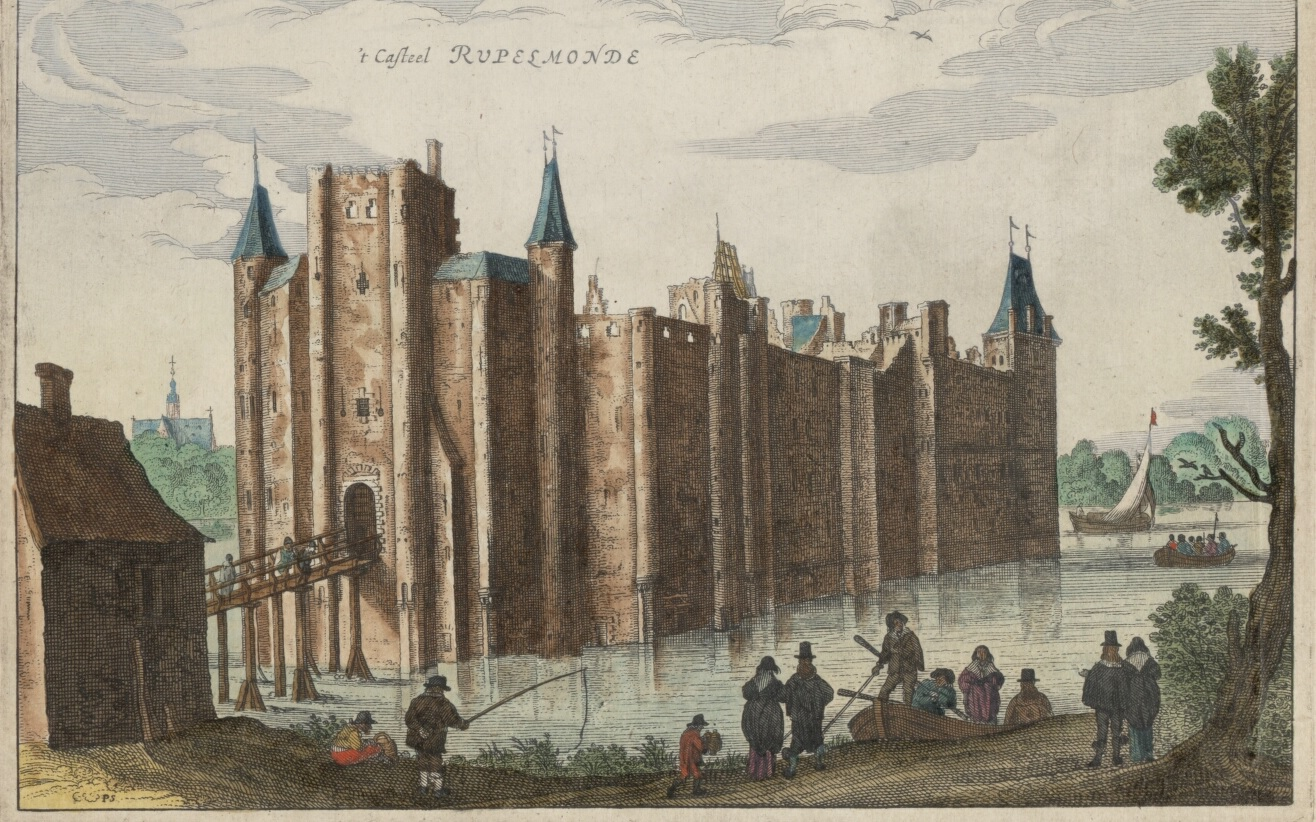
Kastell Rupelmonde im 17. Jh.

## Geschichte
Seit dem 12. Jahrhundert hatte sich Rupelmonde zu einem wichtigen Handelsplatz entwickelt. 1271 verlieh Margaretha van Constantinopel dem Ort Zollprivilegien für Schelde und Rupel. Seit dem 14. Jahrhundert besaß Rupelmonde Stadtrecht. Im Spätmittelalter folgte nach zahlreichen Kriegen der wirtschaftliche Niedergang. Doch hatte die Stadt auch zu Beginn der frühen Neuzeit noch einige Bedeutung. Vom großen mittelalterlichen Kastell Rupelmonde (12. Jh.), das den Zoll auf dem Fluss sicherte, ist wenig erhalten. Es diente lange als Gefängnis, u. a. für Mercator, und als Archiv. 1678 wurde es fast vollständig zerstört.
Der Ortsname ist durch die Schlacht bei Rupelmonde 1452 mit dem Kampf Phillips des Guten, Herzog von Burgund gegen die freiheitsliebenden Bürger von Gent verbunden. In dem Gefecht kam neben vielen namenlos gebliebenen anderen auch Phillips Sohn Cornelius durch einen Lanzenstoß in sein Gesicht ums Leben. Er hatte aus Bequemlichkeit den zu seinem Helm gehörenden Kinn- und Halsschutz nicht getragen.

## Personen
Am 5. März 1512 wurde Gerhard Mercator in Rupelmonde geboren, der in Duisburg als Kartograf zu Weltruhm kommen sollte.

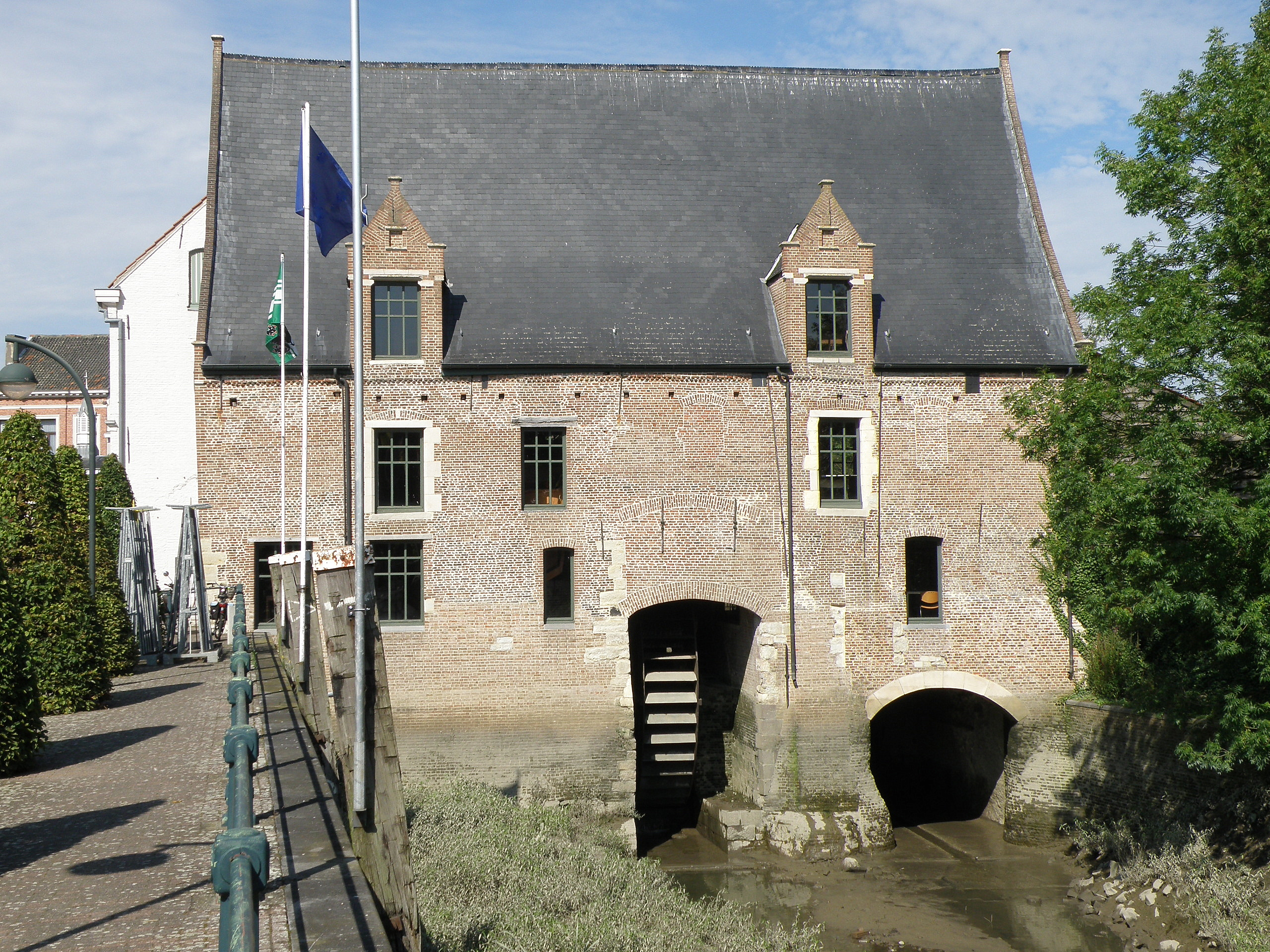
Gezeitenmühle von Rupelmonde

## Einzelbelege
1. ↑  Burgenwelt - Burg Rupelmonde - Belgien. Abgerufen am 24. Juli 2022.
2. ↑  Castles.nl - Rupelmonde Castle. Abgerufen am 24. Juli 2022.